# Sofija Smetonienė

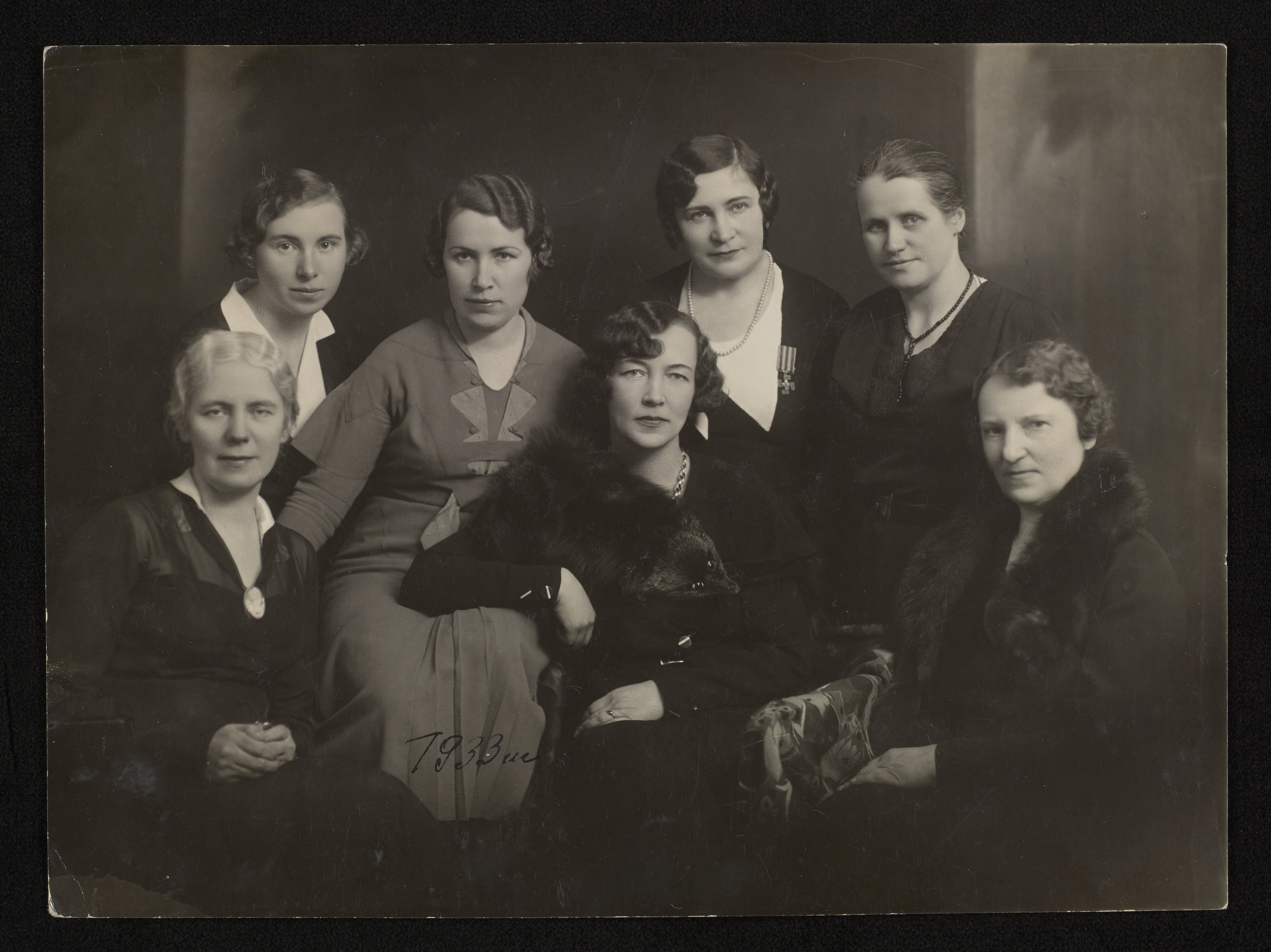
Sofija Smetonienė w towarzystwie działaczek społecznych, 1933 rok

Sofija Chodakauskaitė-Smetonienė z domu Zofia Chodakowska herbu Dołęga (także: Zofia Chodakowska-Smetonowa; ur. 13 stycznia 1885 w Gavenoniai (pol. Gaweniany) koło Wiłkomierza, zm. 28 grudnia 1968 w Cleveland) – litewska działaczka społeczna, żona Antanasa Smetony, w latach 1919–1920 oraz 1926–1940 pierwsza dama Republiki Litewskiej.

## Życiorys
Była córką Antoniego i Marii Chodakowskich. Poprzez dziadka skoligacona była z rodziną Piłsudskich (prababka: Marcjanella Piłsudska), poprzez babkę – wywodzącą się z Kurlandii Natalię Osten-Sacken – miała korzenie niemieckie. Ziemiańska rodzina z Kowieńszczyzny, choć mówiła po polsku, pielęgnowała tradycje, a następnie również i język litewski. Jej matką chrzestną była litewska pisarka Gabrielė Petkevičaitė-Bitė. Rodzeństwo: Roman (Romanas), prokurator wojskowy w Republice Litewskiej, Tadeusz (Tadas), samorządowiec, burmistrz Poniewieża, a także młodsza siostra Jadwiga (Jadvyga Chodakauskaitė-Tūbelienė, 1892–1988), żona premiera Tūbelisa i pracowniczka dyplomacji litewskiej. Zofia Chodakowska kształciła się w gimnazjum w Mitawie. W 1895 poznała Antanasa Smetonę, który udzielał lekcji w dworze w Gawenianach. W 1904 para wzięła ślub w kościele św. Mikołaja). Smetonowie mieli syna Juliusa (1913–1974) oraz bliźniaczki Birutę (1906–1909) i Marię (Marytė Smetonaitė-Valušienė; 1906–1992). Po zamążpójściu para zamieszkała w Wilnie, gdzie Smetonienė udzielała się na niwie artystycznej. W czasie I wojny światowej wraz z mężem przebywała w różnych krajach Europy, po 1919 zamieszkali w Kownie. W latach 1926–1940 była pierwszą damą Republiki Litewskiej, w okresie gdy jej mąż sprawował urząd prezydenta (a faktycznie był dyktatorem Litwy). Brała udział na różne sposoby w życiu społecznym. Działała m.in. na rzecz praw kobiet. 
Była skarbnikiem Komitetu Budowy Muzeum Witolda Wielkiego w Kownie. Została także matką chrzestną szybowca "Biržietis", a także fundatorką szkoły im. Vincasa Kudirki w Kownie. W 1940 udała się wraz z mężem przez Portugalię i Brazylię do USA, gdzie para osiedliła się w synowskim domu w Cleveland. Sofija Smetonienė zmarła w 1968.

Jak pisze Tadeusz Zubiński:

Zofia Smetonowa (...) była kobietą bardzo urodziwą i wyniosłą, choć wielce czarującą. Oficjalnie lansowano idealny wizerunek małżonki prezydenta, powtarzając i stale podkreślając, że jest troskliwą opiekunką nie tylko rodziny, ale i całego personelu prezydentury. Opowiadano, że jeśli zachorował ktoś z obsługi prezydenta, pani Zofia niczym troskliwa matka natychmiast wzywała lekarza, a gdy zaszła potrzeba hospitalizacji, oczywiście odwiedzała chorego w szpitalu. Pieczołowicie budowano legendę czułej i wrażliwej na ludzką krzywdę Zofii. Wśród opinii publicznej krążyły opowieści o jej wyjątkowej empatii, jak choćby ta o chorym na gruźlicę oficerze, którym prezydentowa troszczyła się jak własnym synem. Z własnej inicjatywy umieściła go w odpowiednim szpitalu, zadbała o dobrego lekarza, a potem zapewniła mu sanatoryjny wypoczynek, dzięki czemu dosyć szybko oficer powrócił do zdrowia.